# Negenmeimarkt
De Negenmeimarkt is een jaarmarkt met een lange traditie die wordt georganiseerd in het weekend dat valt rond 9 mei op de Antwerpsesteenweg in Sint-Amandsberg (Gent). De oorsprong ervan is terug te voeren tot de 11de eeuw, tot een wijdingsfeest in de Sint-Baafsabdij. Aanvankelijk was dit in het Sint-Baafsdorp, nabij de Heilige Kerstkerk of de parochiekerk van de leefgemeenschap bij de Sint-Baafsabdij.
Toen keizer Karel V de Gentse rebellie in het jaar 1540 aan banden legde, maakten de Sint-Baafsabdij en het dorp plaats voor de aanleg van het Castrum Novum, het latere Spanjaardenkasteel. De Negenmeimarkt bleef bestaan, maar verhuisde naar de omgeving van de Antwerpsesteenweg. Een centraal gegeven bij de organisatie van de Negenmeimarkt is de paardenmarkt.
Domien Ingels (1881-1946), die onder meer belast was met de uitvoering van het Ros Beiaard voor de Wereldtentoonstelling van 1913 in Gent, tekende heel wat paarden. Op 2 september 1930 kocht de gemeente Sint-Amandsberg het schilderij De Paardenmarkt van hem. Het kreeg een ereplaats in het gemeentehuis en fungeerde jaren als symbool voor de eeuwenoude Negenmeimarkt.